# اتحادیه فوتبال جزایر فارو
اتحادیه فوتبال جزایر فارو (فارویی: Fótbóltssamband Føroya) نهاد اداره‌کننده مسابقات فوتبال و فوتسال در کشور جزایر فارو است.
این اتحادیه که در ۱۹۷۹ تأسیس شده عضو یوفا و فیفا نیز می‌باشد و مقر آن در شهر توشهاون است.
مسابقات لیگ برتر فوتبال جزایر فارو، جام حذفی فوتبال جزایر فارو و سوپر جام فوتبال جزایر فارو زیر نظر این اتحادیه برگزار می‌شود.